# Piet Kroon
Piet Kroon, né le 27 janvier 1960 aux Pays-Bas, est un réalisateur et scénariste américain.

## Biographie
Il a étudié à l'université de Utrecht en Hollande, où il a réalisé son premier court-métrage The Balancer en 1986. Il travaille ensuite en tant qu'animateur et illustrateur, avant de faire un second court-métrage, DaDA, en 1994. En 1995 il part aux États-unis où il intègre la branche Animation des studios Warner Bros en tant que scénariste. TRANSIT est son troisième court-métrage d'animation, qu'il a écrit et réalisé.

## Filmographie

### Producteur
- 1997 : DaDA (court métrage)

### Acteur
- 2001 : HBO First Look (documentaire) (saison 8, épisode 10 : The Making of 'Osmosis Jones') : Himself

### Réalisateur
- 1997 : DaDA (court métrage)
- 1998 : TRANSIT (court métrage)

### Scénariste
- 1997 : DaDA (court métrage)
- 1998 : TRANSIT (court métrage)
- 2001 : Un chant de Noël (Christmas Carol: The Movie)

### Animateur
- 1991 : Fievel au Far West
- 1993 : Prince Cinders (court métrage)
- 1996 : Testament: The Bible in Animation (série télévisée) (saison 1, épisode 04 : Elijah)
- 1997 : DaDA (court métrage)
- 2001 : Osmosis Jones
- 2013 : Epic : La Bataille du royaume secret

### Artiste
- 1998 : Excalibur, l'épée magique (storyboard)
- 1999 : Le Géant de fer (The Iron Giant) (storyboard)
- 2004 : Shrek 2 (storyboard)
- 2006 : The Wild (storyboard)
- 2010 : Moi, moche et méchant (storyboard)
- 2011 : Rio (storyboard)
- 2012 : L'Âge de glace 4 : La Dérive des continents (storyboard)